# Sindaci di Ponte in Valtellina
I sindaci di Ponte in Valtellina dal 1873 ad oggi sono stati i seguenti.

## Regno d'Italia (1861-1946)
| Periodo | Periodo | Primo cittadino    | Partito | Carica  | Note |
| ------- | ------- | ------------------ | ------- | ------- | ---- |
| 1873    | 1895    | Enrico Guicciardi  |         | Sindaco |      |
| 1895    | 1906    | Alessandro Foppoli |         | Sindaco |      |
| 1907    | 1920    | Rinaldo Piazzi     |         | Sindaco |      |
| 1920    | 1926    | Enrico Guicciardi  |         | Sindaco |      |

## Repubblica Italiana (dal 1946)
| Sindaco                               | Mandato                         | Mandato                         | Partito                         |
| Sindaco                               | Inizio                          | Fine                            | Partito                         |
| Sindaci per elezione consiliare       | Sindaci per elezione consiliare | Sindaci per elezione consiliare | Sindaci per elezione consiliare |
| ------------------------------------- | ------------------------------- | ------------------------------- | ------------------------------- |
| Michele Della Briotta                 | 1946                            |                                 |                                 |
| Edgardo Bertoletti                    |                                 |                                 |                                 |
| Franco Moltoni                        |                                 |                                 |                                 |
| Libero Della Briotta                  | 23 novembre 1964                | 8 giugno 1970                   | Partito Socialista Italiano     |
| Libero Della Briotta                  | 8 giugno 1970                   | 16 giugno 1975                  | Partito Socialista Italiano     |
| Libero Della Briotta                  | 16 giugno 1975                  | 9 giugno 1980                   | Partito Socialista Italiano     |
| Libero Della Briotta                  | 9 giugno 1980                   | 13 maggio 1985                  | Partito Socialista Italiano     |
| Luigi Tempra                          | 13 maggio 1985                  | 7 maggio 1990                   | Partito Socialista Italiano     |
| Luigi Tempra                          | 7 maggio 1990                   | 23 aprile 1995                  | Partito Socialista Italiano     |
| Sindaci per elezione popolare diretta |                                 |                                 |                                 |
| Luigi Tempra                          | 23 aprile 1995                  | 13 giugno 1999                  | Lista civica                    |
| Luigi Tempra                          | 13 giugno 1999                  | 12 giugno 2004                  | Lista civica                    |
| Franco Biscotti                       | 12 giugno 2004                  | 7 giugno 2009                   | Lista civica                    |
| Franco Biscotti                       | 7 giugno 2009                   | 25 maggio 2014                  | Lista civica                    |
| Franco Biscotti                       | 25 maggio 2014                  | 26 maggio 2019                  | Lista civica                    |
| Rino Vairetti                         | 26 maggio 2019                  | 10 giugno 2024                  | Lista civica                    |
| Franco Biscotti                       | 10 giugno 2024                  | in carica                       | Lista civica                    |